# شومادیا و صربستان غربی
شومادئیا و صربستان غربی (به صربی: Šumadija and Western Serbia) یکی از مناطق آماری در صربستان است که ۸ ناحیه در آن قرار دارد. شومادئیا و صربستان غربی ۲۶٬۴۸۳ کیلومتر مربع مساحت و ۲٬۰۳۱٬۶۹۷ نفر جمعیت دارد.